# Snottertjärnen (Degerfors socken, Västerbotten, 713025-169856)
Snottertjärnen är en sjö i Vindelns kommun i Västerbotten och ingår i Umeälvens huvudavrinningsområde.